# Sara Price
Sara Price   (Riverside, 2 de setembre de 1992) és una pilot de motociclisme i automobilisme nord-americana que ha competit en motocròs, ral·lis, els X Games, curses de Stadium Super Trucks i Extreme E. També ha fet d'especialista en diverses pel·lícules i sèries de televisió. El 2016 li fou atorgat el premi Rising Star de l'Off-road Motorsports Hall of Fame en la categoria UTV, MX i ATV.
Al llarg de la seva carrera, Price ha guanyat 17 campionats de motocròs femení amateur i una medalla als X Games. Actualment competeix en Extreme E amb l'equip Chip Ganassi Racing.

## Trajectòria esportiva
Natural del sud de Califòrnia, Sara Price ha estat competint des dels 8 anys. El 2009 va acabar quarta al campionat AMA de motocròs en categoria femenina (WMX). El 2010 va esdevenir la primera pilot de motocròs a córrer per al Monster Energy Kawasaki Racing, un dels principals equips professionals de motocròs dels Estats Units, amb el qual va arribar a guanyar diverses medalles als X Games. Més tard va passar a competir en curses d'automòbils tot terreny.
El 2013 va guanyar el Gran Premi d'Elsinore i el 2015 el Campionat Terracross. També el 2015 va debutar al Ral·li Aicha des Gazelles, on fou primera entre els novells ("Rookies"). Price no va tornar a les curses de ral·lis fins al 2020, quan va quedar segona a la classe UTV del Sonora Rally.
El 2016, Price va debutar al campionat Stadium Super Trucks al Gran Premi de Toronto i va esdevenir així la primera dona a competir en aquest campionat. L'any següent va córrer la cursa de final de temporada al Lake Elsinore Diamond. No va tornar a aquest campionat fins al 2020, quan va córrer a l'Adelaide 500.
El 2017 va guanyar el Female Driver Search de Hoonigan i Fiat, cosa que li va permetre de córrer per a l'equip Hoonigan Racing Division. Aquell any va acabar sisena al "Climb to the Clouds" de Mount Washington amb un Fiat 124 de ral·li. A banda, aquell mateix any va debutar en competicions de camions de la classe Trophy Trucks a la Desert Classic de Laughlin, on va acabar segona. El 2019 va esdevenir la primera IronWoman de la Baja 1000 després de conduir tota la cursa en solitari i acabar segona a la mateixa classe.
L'11 de juny de 2020, Chip Ganassi Racing (CGR) va anunciar que Price correria amb l'equip la temporada inaugural de l'Extreme E el 2021. Va ser la primera pilot femenina del campionat i la primera dona en la història de l'equip CGR.

## Concurs de bellesa
El 2013, Price va competir al concurs de bellesa Miss California USA, però no va arribar a la final.

## Filmografia
| Any  | Títol                   | Rol          | Notes           |
| ---- | ----------------------- | ------------ | --------------- |
| 2009 | Semper Ride             | Ella mateixa |                 |
| 2016 | The Grand Tour          | Especialista | Un episodi      |
| 2019 | Shadow Wolves           | Especialista | Un episodi      |
| 2019 | Jumanji: The Next Level | Especialista |                 |
| 2020 | NOS4A2                  | Especialista | Quatre episodis |
| 2020 | Coyote                  | Especialista | Pre-producció   |